# Dasypolia timoi
Dasypolia timoi is een vlinder uit de familie uilen (Noctuidae). De wetenschappelijke naam is voor het eerst geldig gepubliceerd in 2006 door Fibiger & N. Nupponen.
De soort komt voor in Europa.